# Swainsona procumbens
Swainsona procumbens är en ärtväxtart som först beskrevs av Ferdinand von Mueller, och fick sitt nu gällande namn av Ferdinand von Mueller. Swainsona procumbens ingår i släktet Swainsona och familjen ärtväxter. Inga underarter finns listade i Catalogue of Life.